# Herb Schiffer
Herb Schiffer (* 1936 in Jülich) ist ein deutscher Schmuck- und Keramik-Designer, Maler und Glaskünstler.

## Leben
Schiffer studierte 1957/58 Malerei und Glasmalerei an den Kölner Werkschulen bei Wilhelm Teuwen. Er machte ein Praktikum bei der Glasmalerei Oidtmann in Linnich. Von 1958 bis 1959 studierte Schiffer an der École Nationale Supérieure des Beaux-Arts in Paris. Nach Landschaftsstudien in der Bretagne und in der Normandie kam er 1960/61 zurück nach Deutschland.
Ab 1961 arbeitete er als freischaffender Maler. In dieser Zeit war er als Kunsterzieher am Gymnasium am Wirteltor Düren tätig, ebenso wie Ulrich Rückriem. Schiffer wohnte und arbeitete in Jülich, später in Barmen in Schloss Kellenberg.  In dieser Zeit bekam Herb Schiffer erste öffentliche Aufträge im sakralen Bereich. 1963 erhielt er ein Stipendium des Kultusministers von Nordrhein-Westfalen für einen sechsmonatigen Studienaufenthalt in Italien. Das Kultusministerium kaufte ihm Bilder ab.
1966 zog der Künstler nach Düren. Von 1974 bis 2001 lehrte er am Berufskolleg für Gestaltung und Technik Aachen und an der Fachhochschule Aachen. Von 1981 bis 1989 Studienaufenthalt in Brasilien mit Ausstellungen in São Paulo, Salvador (Bahia) und Rio de Janeiro. 1994 folgte eine Studienreise in die USA und eine Ausstellung in Atlanta, 2000 stellte er in New York aus.
Von 2005 bis 2008 hatte Schiffer einen Lehrauftrag an der Kunstakademie Bad Reichenhall. Daran schloss sich ein Lehrauftrag an der Internationalen Kunstakademie Heimbach an.
2011 erhielt Herb Schiffer den Kunstpreis des Kreises Düren.
Schiffer wohnt in der Binsfelder Straße in Düren.

## Werk (Auswahl)
Gestaltung der Glasfenster in folgenden Kirchen:
- St. Martinus (Kirchheim)
- Heilige Maurische Märtyrer (Bourheim)
- Alte Kirche (Wollersheim)
- St. Clemens (Berg)
- St. Lambertus (Morschenich)